# Pterolophia binhana
Pterolophia binhana är en skalbaggsart som beskrevs av Maurice Pic 1926. Pterolophia binhana ingår i släktet Pterolophia och familjen långhorningar. Inga underarter finns listade i Catalogue of Life.